# Spiranthes eamesii
Spiranthes eamesii är en orkidéart som beskrevs av Paul Martin Brown. Spiranthes eamesii ingår i släktet skruvaxsläktet, och familjen orkidéer. Inga underarter finns listade i Catalogue of Life.